# Cushmaniella cryptiformis
Cushmaniella cryptiformis là một loài tò vò trong họ Ichneumonidae.